# Fryderyk Jerzy Tuve

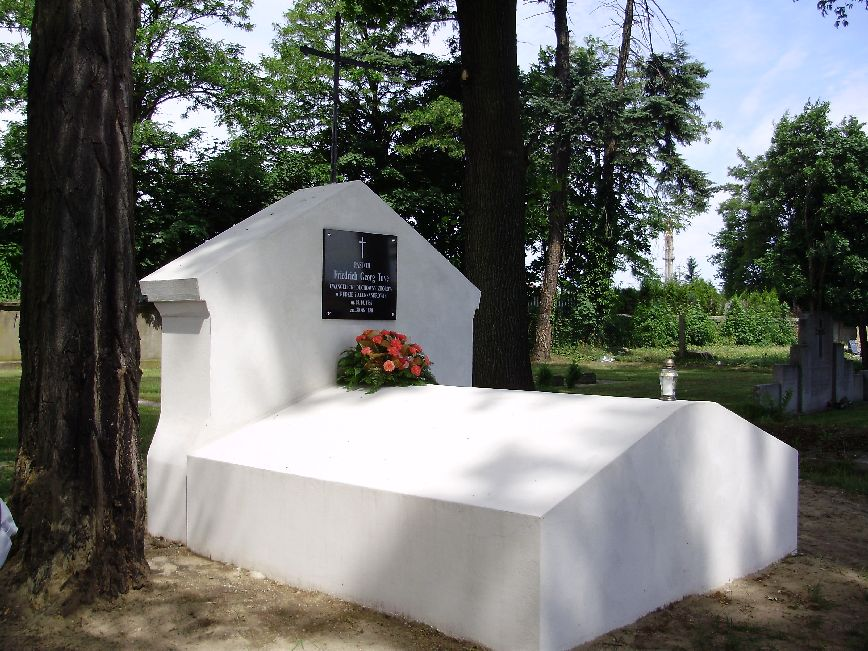
Odbudowany grób pastora Fryderyka Tuve w Aleksandrowie

Fryderyk Jerzy Tuve, Friedrich Georg Tuve (ur. 8 października 1759, zm. 30 czerwca 1830) – pierwszy pastor ewangelicki w Rudzie (Bugaj) i Aleksandrowie (Łódzkim), zasłużony dla dziejów tego miasta.

## Życiorys

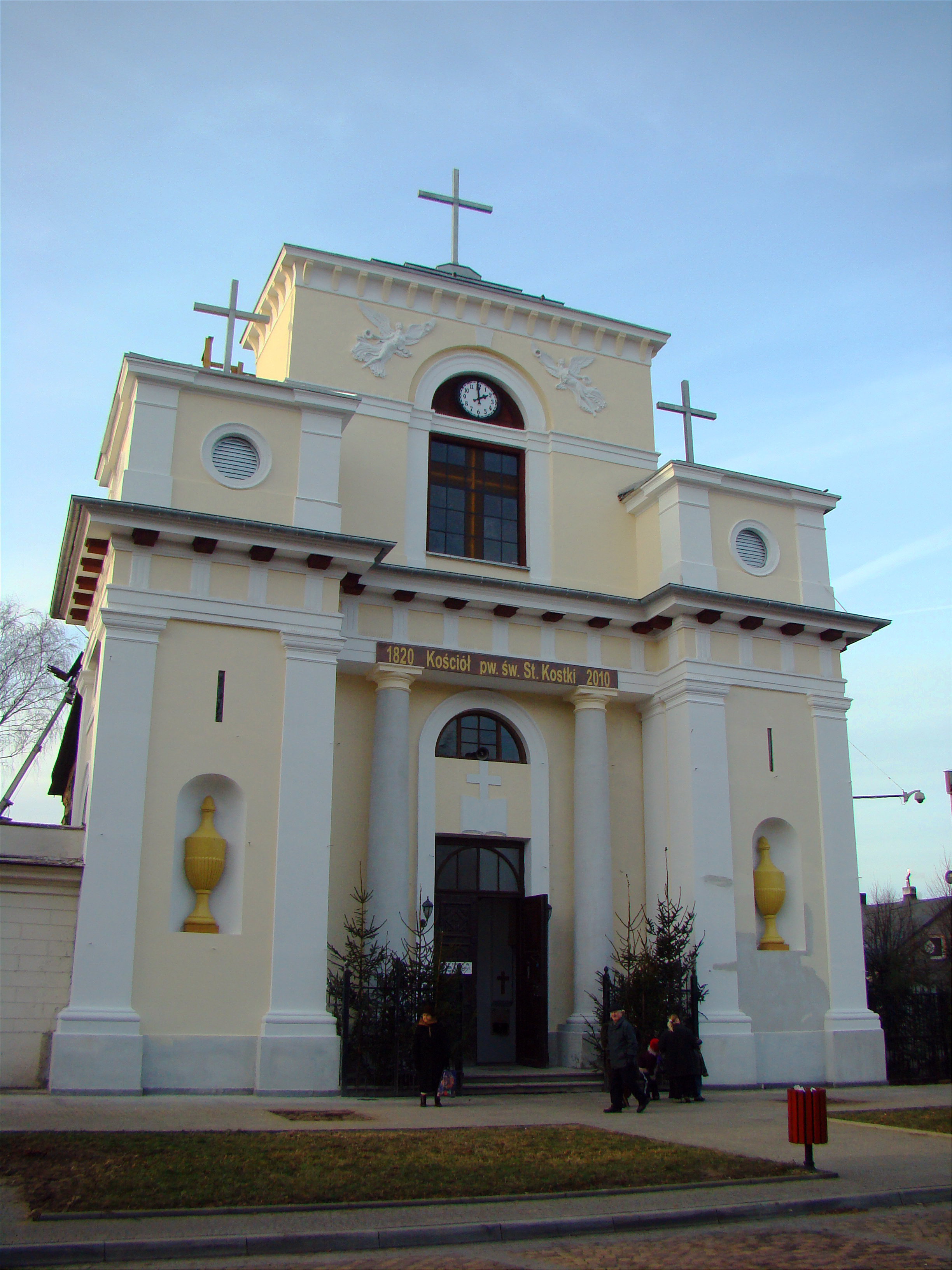
Kościół ewangelicko-augsburski w Aleksandrowie Łódzkim zbudowany przez pastora Tuve

Urodził się w 1759 w Gross Wechsungen koło Nordhausen w środkowo-wschodnich Niemczech (Turyngia). Był najmłodszym z 8 synów pastora ewangelickiego Gottfryda Kaspra Tuve i Zofii Krystiany z domu Tölecke. Uczył się w Halberstadt, a potem studiował teologię na uniwersytecie w Helmstedt. Następnie wyemigrował za chlebem na wschód, jak mówił - do swojego "kraju Kannan". Najpierw na Górnym Śląsku, w Błotnicy objął posadę nauczyciela domowego i kapelana u hrabiego Posadowskiego. Następnie objął opiekę duszpasterską nad powstającą gminą luterańską w Rudzie koło Brużycy w województwie łęczyckim. Przybył w te strony za sprawą zaprzyjaźnionej wdowy Małgorzaty Doroty Elżbiety Eckermann, która nieco wcześniej nabyła pole i las w Polsce, pod Zgierzem w województwie łęczyckim. W listopadzie 1801 w wyniku porozumienia z dziedzicem Rafałem Bratoszewskim, władzami Królestwa Polskiego i konsystorzem ewangelickim w Warszawie, Fryderyk Tuve został wybrany pastorem nowo utworzonej parafii w Rudzie. Jego wyświęcenie miało miejsce w 1802. 16 lutego 1803 r. pastor poślubił w kościele katolickim w Zgierzu Joannę Małgorzatę Katarzynę z domu Eckermann, urodzoną w 1777 r. w Meklemburgii, córkę Jana Adolfa Eckermanna.
W latach 1803–1817 był głównym inicjatorem budowy drewnianego kościoła ewangelickiego w Rudzie (już nieistniejącego). Po założeniu przez Rafała Bratoszewskiego osady tkackiej w pobliskim Aleksandrowie, pastor Tuve zaczął od 1824 i tu odprawiać nabożeństwa w miejscowej szkole. Między 1824 a 1827 siedziba gminy ewangelickiej została przeniesiona do Aleksandrowa, gdzie do 1828 zbudowano w stylu klasycystycznym nowy, murowany zbór ewangelicki, zlokalizowany przy zachodniej pierzei rynku (obecnie rozpoczyna się jego remont).
Pastor Tuve i tym razem był głównym inicjatorem i organizatorem budowy, spotkał się jednak z poparciem dziedzica Rafała Bratoszewskiego i władz miasta Aleksandrowa z burmistrzem Gedeonem Goedelem na czele. Nowy kościół został wyświęcony 25 grudnia 1828. Pastor - budowniczy Fryderyk Tuve zamieszkał w Aleksandrowie, gdzie zmarł 30 czerwca 1830 i został pochowany na miejscowym cmentarzu ewangelickim (jego nagrobek istnieje do dziś). Z żony Joanny z domu Ekermann pozostawił syna Karola Fryderyka Adolfa Tuve, kupca w Aleksandrowie, który w 1840 r. spisał dzieje swojej rodziny. Towarzystwo Przyjaciół Aleksandrowa Łódzkiego przeprowadziło w 2008 roku akcję sprzedaży cegiełek na rzecz ratowania zrujnowanego nagrobka pastora Fryderyka Tuve na aleksandrowskim cmentarzu. 
Dzięki współpracy Towarzystwa Przyjaciół Aleksandrowa Łódzkiego oraz Parafii Ewangelicko-Augsburskiej w Aleksandrowie Łódzkim możliwym było odrestarurowanie niszczejącego zabytku. W dniu 11 czerwca 2011 roku odbyło się uroczyste odsłonięcie odbudowanego i przeniesionego w inne miejsce nagrobka.